# Kicker
Kicker は KDE で中心となるパネルである。ユーザはパネルをカスタマイズできる。KDE デスクトップの中心的な要素であり、kdebase モジュールの一部となっている。

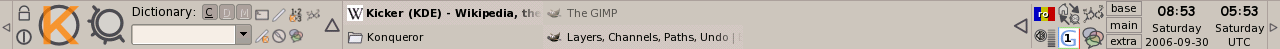
KDE 3.5.4 でカスタマイズした Kicker

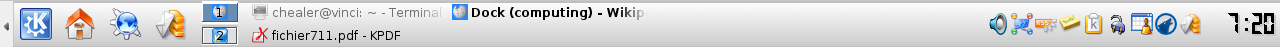
より標準的な Kicker

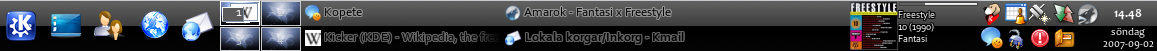
Plasma に似せて手を加えた Kicker

KDE 4 では、Kicker は Plasma で置き換えられた。

## アプレット

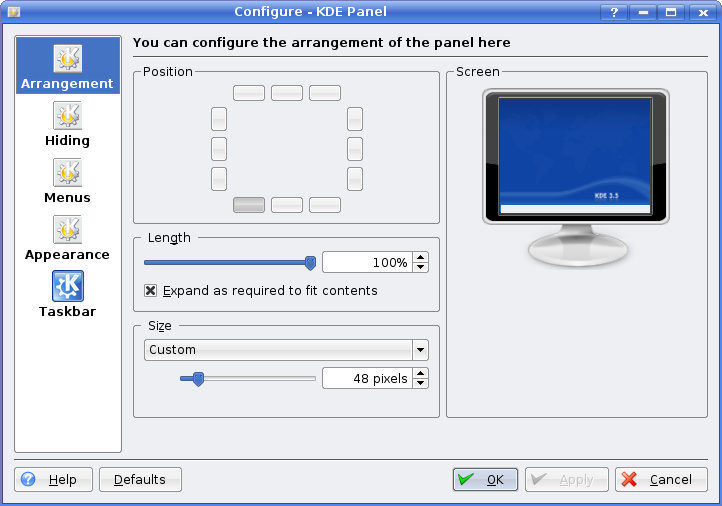
ユーザのデスクトップでの配置のように、KDE 3 のパネルの多くの外観が設定できる。

Kicker には多くのアプレットを組み込める。KDE 3.5 の時点で含まれているアプレットは以下に示すとおりである。
- 15 ピース
- Eyes
- Kメニュー
- KDE 以外のアプリケーションランチャー
- Kate セッションメニュー
- Klipper
- Konqueror プロファイル
- aRts コントロール
- ごみ箱
- ウィンドウリストメニュー
- クイックファイルブラウザ
- クイックランチャー
- コマンドを実行
- サウンドミキサー
- システムガード
- システムトレイ
- システムメニュー
- システムモニター
- ターミナルセッション
- タスクバー
- デスクトップを表示
- デスクトップレビューとページャ
- ニュースティッカー
- ネットワークフォルダ
- バイナリ時計
- ブックマークメニュー
- メディアコントロール
- ロック/ログアウトボタン
- ワイヤレスネットワーク情報
- 印刷システム
- 気象情報
- 記憶メディア
- 月の満ち欠け
- 検索
- 公開ファイルサーバ
- 最近開いたドキュメント
- 時計
- 辞書
- 手に負えないプロセスのキャッチャー
- 色の抽出
- 数学的表現の評価者
- 設定
- 文字の選択
- Keyboard Status Applet
- World Wide Watch